# Семёнов, Владислав Фёдорович
Владислав Федорович Семенов (1937 — ?) — молдавский советский государственный и коммунистический деятель, секретарь ЦК КП Молдавской ССР, председатель Кишиневского горисполкома. Депутат Верховного Совета Молдавской ССР 9-11 созывов. Член ЦК Коммунистической партии Молдавии.

## Биография
Родился в семье служащего. С 1956 по 1959 год служил в Советской армии.
Затем учился в инженерно-строительном институте.
В 1963—1968 годах — мастер, старший мастер, заместитель начальника цеха Кишиневского тракторного завода.
Член КПСС с 1966 года.
В 1968 году окончил Московский всесоюзный заочный инженерно-строительный институт.
В 1968—1969 годах — заведующий сектором треста «Оргсельстрой» Молдавской ССР.
В 1969—1972 годах — инспектор Кишинёвского городского комитета народного контроля, председатель Октябрьского районного комитета народного контроля города Кишинева.
В 1972—1974 годах — председатель республиканского комитета профсоюза рабочих машиностроения Молдавской ССР.
В 1974—1977 годах — 1-й секретарь Бельцкого городского комитета КП Молдавской ССР.
В 1977—1979 годах — слушатель Академии общественных наук при ЦК КПСС в Москве.
В 1979—1980 годах — заместитель заведующего отделом пропаганды и агитации ЦК КП Молдавской ССР.
В 1980—1981 годах — заведующий отделом строительства и городского хозяйства ЦК КП Молдавской ССР.
В 1981—1985 годах — председатель исполнительного комитета Кишиневского городского совета народных депутатов.
31 мая 1985 — 5 декабря 1989 года — секретарь ЦК КП Молдавской ССР.
4 декабря 1989 — 24 мая 1990 года — министр транспорта и дорожного хозяйства Молдавской ССР.
Дальнейшая судьба неизвестна.

## Награды
- Орден Трудового Красного Знамени (14.04.1975)
- Орден Дружбы Народов (17.07.1986)
- медали